# الجدول الزمني لمدينة الرياض
فيما يلي جدول زمني لتاريخ مدينة الرياض بالمملكة العربية السعودية .

## قبل القرن العشرين
- 1746 - أسس دهام بن دواس مدينة الرياض.[1]
- 1823 - أصبحت الرياض عاصمة لإمارة نجد.
- 1865 - بناء حصن المصمك (تاريخ تقريبي).

## القرن ال 20
- 1902 - معركة الرياض 1902.
- 1910 - عدد السكان: 14.000 نسمة.[2]
- 1919 - انتقلت العائلة الملكية إلى الرياض.[1]
- 1929 - محمد بن سعد بن زيد حاكم لمنطقة الرياض.
- 1930 - عدد السكان: 27.000.[2]
- 1932 - أصبحت الرياض عاصمة للمملكة العربية السعودية.
- 1936 - بدء بناء قصر المربع.
- 1937
  - ناصر بن عبد العزيز يصبح حاكم منطقة الرياض.
- 1947
  - تشكيل نادي شباب الرياض لكرة القدم.
  - سلطان بن عبد العزيز يصبح حاكم منطقة الرياض.
- 1950
  - تأسيس المكتبة السعودية.[3]
  - تفكيك جدار المدينة. [4]
  - عدد السكان: 83000. [2]
- 1951 - بدء تشغيل السكك الحديدية (إلى الساحل الشرقي).[5]
- 1952 - نايف بن عبد العزيز آل سعود يتولى منصب حاكم منطقة الرياض.
- 1953 - فتح المطار.[4]
- 1954 - سلمان بن عبد العزيز يصبح حاكم منطقة الرياض.
- 1955 - تشكيل نادي النصر .
- 1957
  - افتتاح جامعة الرياض.
  - تأسيس مدارس التربية النموذجية.
  - تشكيل نادي أولمبيك ونادي الهلال.
  - تركي بن عبد العزيز يصبح حاكم منطقة الرياض.
  - بناء حي النسارية الملكية.[5]
- 1961
  - فواز بن عبد العزيز آل سعود يتولى منصب حاكم منطقة الرياض.
  - تأسيس معهد الإدارة العامة .
- 1962 - عدد السكان: 169.185 نسمة.[6]
- 1963
  - بدر بن سعود بن عبد العزيز يتولى منصب حاكم منطقة الرياض، خلفه سلمان بن عبد العزيز آل سعود .
  - تأسيس المدرسة الأمريكية الدولية .
- 1965 - بدأت صحيفة الرياض في النشر.[7]
- 1968
  - السكان: 28160.[2]
  - تأسيس المدرسة الباكستانية الدولية ودار الكتب الوطنية (مكتبة).[8]
- 1970
  - تأسست جامعة الرياض للبنات.
  - وضع حجر الأساس لمستشفى الملك فيصل التخصصي.
- 1972 - تأسيس الجمعية العالمية للشباب الإسلامي.[9]
- 1974
  - تأسيس جامعة الإمام محمد بن سعود الإسلامية.[3]
  - عدد السكان: 66640.[10]
- 1975
  - 25 مارس: اغتيال الملك فيصل.
  - 18 يونيو: قطع رأس فيصل بن مساعد في ميدان ديرة.[11]
- 1976
  - عدد السكان: 59839.[2]
  - المدينة تستضيف قمة جامعة الدول العربية .
- 1977 - تأسيس المركز الوطني السعودي للعلوم والتكنولوجيا .
- 1978
  - تأسيس مستشفى الرياض العسكري .
  - تأسيس برج تلفزيون الرياض
- 1979 - تأسيس المدرسة البريطانية الدولية .
- 1981
  - تدشين طريق الملك فهد
  - افتتاح محطة سكة حديد الرياض .
- 1982
  - تأسيس مدرسة السفارة الهندية .
  - افتتاح مطار الملك خالد الدولي .
  - تأسيس ميناء الرياض الجاف .
- 1983 - إنشاء مركز الملك فيصل للبحوث والدراسات الإسلامية وكلية الرياض للتكنولوجيا .
- 1985 - بناء قصر طويق .
- 1986 - افتتاح جسر الملك فهد .
- 1987
  - استاد الملك فهد الدولي .
  - عدد السكان: 1417000. [2]
  - تأسيس مجموعة روتانا الاعلامية.
- 1990
  - تأسيس مكتبة الملك فهد الوطنية [3] وتأسست مدرسة بنغلاديش الدولية قسم اللغة الإنجليزية ومركز الأمير سلمان لأبحاث الإعاقة .
  - النساء يحتجون على حظر القيادة .
- 1995 - افتتاح متحف حصن المصمك .[3]
- 1997
  - عدد السكان: 3100000 نسمة.  
  - بناء جسر وادي لبن.
- 1998 - تأسيس مدرسة الشرق الأوسط الدولية الجديدة .
- 1999
  - تأسيس المتحف الوطني للمملكة العربية السعودية ، [3] كلية الأمير سلطان الخاصة ، ومتحف القوات الجوية الملكية السعودية .
  - افتتاح مكتبة الملك عبد العزيز العامة .
- 2000 - تأسيس برج الفيصلية .

## القرن ال 21

### 2000S
- 2001
  - تأسيس كلية اليمامة .
  - بدأ وادي حنيفة في المعالجة البيولوجية.[12]
  - عدد السكان: 4137000. [بحاجة لمصدر]
- 2002
  - بناية برج المملكة .[5]
  - اكتمل بناء مركز المملكة .
  - بناء مركز صحارى بلازا للتسوق.
- 2003 - مايو: تفجيرات الرياض .
- 2004
  - تلفزيون الأخبارية يبدأ البث. [بحاجة لمصدر]
  - تأسيس مدرسة الدلتا الدولية .
  - تأسيس كلية الرياض لطب الأسنان والصيدلة .
- 2005
  - بناء برج العنود.
  - تأسيس جامعة الملك سعود بن عبد العزيز للعلوم الصحية .
- 2006 - انطلاق معرض الرياض الدولي للكتاب.[13][14]
- 2007 - افتتاح جامعة الفيصل .
- 2009 - مارس: عاصفة رملية.[15]

### 2010S
- 2010 - عدد السكان: 5,254,560.
- 2011
  - مايو: أصبح سطام بن عبد العزيز آل سعود حاكم منطقة الرياض.
  - أكتوبر: وفاة سلطان بن عبد العزيز .[16]
- 2012
  - عبد الله بن عبد الرحمن المقبل يصبح أمين مدينة الرياض.
  - نوفمبر: حادث شاحنة الرياض .
- 2013
  - افتتاح مركز محمد بن نايف . 
  - تأسيس فرع شركة لوكهيد مارتن السعودية.[17]

## قائمة المراجع
Published in 19th century
- William Gifford Palgrave (1868)، "Ri'ad (etc.)"، Personal narrative of a year's journey through central and eastern Arabia (1862-63)، London: Macmillan
- George Ripley؛ Charles A. Dana، المحررون (1879). "Riyad". American Cyclopaedia (ط. 2nd). NY: Appleton.

Published in 20th century
- H. St. J. B. Philby (1922)، "The Wahhabi Capital"، The heart of Arabia، London: Constable
- H. St. J. B. Philby (Spring 1959). "Riyadh: Ancient and Modern". Middle East Journal. ج. 13.
- Madge Pendleton (1984)، "Riyadh"، Green Book Guide for Living in Saudi Arabia (ط. 4th)، Washington DC: Middle East Editorial Associates، OL:8342230M
- Hans Karl Barth؛ Friedrich Quiel (يوليو 1987). "Riyadh and its Development". GeoJournal. ج. 15.
- Mohammed Al-Gabbani (أغسطس 1991). "Population Density Pattern and Change in the City of Riyadh, Saudi Arabia". GeoJournal. ج. 24.
- William Facey. Riyadh: The Old City, London: Immel Publishing, 1992.
- Saud Al-Oteibi؛ Allen G. Noble؛ Frank J. Costa (فبراير 1993). "The Impact of Planning on Growth and Development in Riyadh, Saudi Arabia, 1970-1990". GeoJournal. ج. 29.
- "Riyadh"، Arab Gulf States، لونلي بلانيت، 1993، OL:8314448M

## روابط خارجية
- "(Riyadh)". Qatar Digital Library. مكتبة قطر الوطنية. مؤرشف من الأصل في 2016-03-04.